# سرخوی قرمز آفریقایی
سرخوی قرمز آفریقایی (نام علمی: Lutjanus agennes) نام یک گونه از سرده سرخوها است.
این گونه بومی اقیانوس اطلس، آب‌های آفریقا از سنگال تا آنگولا است. زیستگاه این گونه آب سنگ‌های مرجانی و صخره‌ای و تالاب‌های داخلی لب شور می‌باشد. این گونه می‌تواند تا۱۳۹ سانتی‌متر طول داشته باشد اما معمولاً تا ۵۰ سانتی‌متر دیده می‌شوند. وزن این گونه نیز می‌تواند به ۶۰کیلوگرم هم برسد.